# توقيت صيفي فلسطين

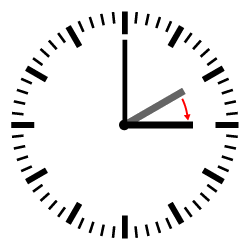
عند بدء التوقيت الصيفي، تتقدم الساعات من 02:00 إلى 03:00.

عند انتهاء التوقيت الصيفي، تؤخر الساعات من 02:00 إلى 01:00.

توقيت فلسطين الصيفي هو التوقيت المستخدم في دولة فلسطين خلال عدة أشهر من كل سنة، تتم إعادة ضبط الساعات بتقديم عقارب الساعة ستين دقيقة فقط. وهذا يؤدي إلى إرباك نظام الحياة عند بدايته في فصل الربيع، وحين انتهائه في موسم الخريف.
يهدف منه تبكير أوقات العمل والفعاليات العامة الأخرى؛ لكي تنال وقتاً أكثر أثناء ساعات النهار التي تزداد تدريجياً من بداية الربيع حتى ذروة الصيف، وتتقلَّص من هذا الموعد حتى ذروة الشتاء.
الجدول التالي يُبين أوقات ابتداء وانتهاء التوقيت الصيفي الفلسطيني في الوقت الحاضر والسنة الماضيّة والقادمة:
| السنة | البداية | النهاية   |
| ----- | ------- | --------- |
| 2024  | 24 مارس | 27 أكتوبر |
| 2025  | 29 مارس | 24 أكتوبر |